# Not Jersey Boys XXX: A Porn Musical
Not Jersey Boys XXX: A Porn Musical ist eine US-amerikanische Pornofilm-Parodie des Regisseurs Will Ryder aus dem Jahr 2014 basierend auf dem Film Jersey Boys. 

## Handlung
Nachdem sie im Jahr 1961 einen Plattenvertrag bekommen, touren Frankie Valli and The Four Seasons durch die Lande und treffen auf Groupies.

## Auszeichnungen
- 2015: AVN Award – Best Marketing Campaign - Individual Project
- 2015: AVN Award - Best Soundtrack
- 2015: XBIZ Award - Best Actor - Parody Release, Tommy Pistol
- 2015: XBIZ Award - Best Music
- 2015: XBIZ Award - Parody Release of the Year: Comedy
- 2015: XBIZ Award - Director of the Year - Parody, Will Ryder